# Wagner Cardoso
Wagner Francisco Cardoso (né le 20 mars 1989 à Rio de Janeiro) est un athlète brésilien, spécialiste du 400 mètres.

## Biographie
Son record est de 45 s 80 réalisé à São Paulo (IDCM) le 7 juin 2013.
Il est sélectionné pour les Championnats du monde 2013 sur relais 4 × 400 après avoir remporté une médaille d'argent et une médaille de bronze lors des Championnats d'Amérique du Sud d'athlétisme 2013.

## Palmarès
| Date | Compétition                    | Lieu                 | Résultat | Épreuve   | Temps         |
| ---- | ------------------------------ | -------------------- | -------- | --------- | ------------- |
| 2010 | Championnats ibéro-américains  | San Fernando         | 2e       | 4 × 400 m | 3 min 05 s 43 |
| 2011 | Championnats d'Amérique du Sud | Buenos Aires         | 1er      | 4 × 400 m | 3 min 08 s 95 |
| 2013 | Championnats d'Amérique du Sud | Carthagène des Indes | 2e       | 400 m     | 46 s 38       |
| 2013 | Championnats d'Amérique du Sud | Carthagène des Indes | 3e       | 4 × 400 m | 3 min 08 s 60 |
| 2013 | Championnats du monde          | Moscou               | 7e       | 4 × 400 m | 3 min 02 s 19 |
| 2014 | Relais mondiaux de l'IAAF      | Nassau               | 7e       | 4 × 400 m | 3 min 03 s 87 |
| 2015 | Relais mondiaux de l'IAAF      | Nassau               | 5e       | 4 × 400 m | 3 min 00 s 96 |

### Records
| Épreuve    | Performance | Lieu      | Date        |
| ---------- | ----------- | --------- | ----------- |
| 400 mètres | 45 s 80     | São Paulo | 7 juin 2013 |